# Parafia Najświętszej Maryi Panny Wniebowziętej w Ochotnicy Górnej
Parafia Najświętszej Maryi Panny Wniebowziętej w Ochotnicy Górnej – parafia rzymskokatolicka, znajdująca się w diecezji tarnowskiej, w dekanacie Krościenko nad Dunajcem.

## Historia
W 1909 roku ks. Jan Słowik, pierwszy proboszcz w Ochotnicy Górnej, wybudował wraz z wiernymi, drewniany kościół, plebanię, dom parafialny oraz założył cmentarz. Pod koniec 1909 roku biskup Leon Wałęga utworzył z Ochotnicy Górnej samodzielną placówkę duszpasterską, która ze względu na zawirowania polityczne tych czasów otrzymała dokumenty erekcyjne dopiero w 1925 roku.
W 1969 roku z inicjatywy ks. Bronisław Grębski wybudowano dzisiejszą kaplicę cmentarną, a w 1971 roku na osiedlu Jamne obecną kaplicę katechetyczną.
W 1981 roku ks. Leopold Misterka wraz z wiernymi Ochotnicy Górnej rozpoczął budowę dużego, dwypoziomowego nowego kościoła parafialnego. W 1982 roku miało miejsce wmurowanie kamienia węgielnego pod obecny kościół. Aktu tego dokonał biskup Jerzy Ablewicz. W 1985 roku rozpoczęto budowę nowej, murowanej plebanii, która została ukończona w 1988 roku. Poświęcenie plebanii, którego dokonał biskup Piotr Bednarczyk, zbiegło się z oddaniem do użytku duszpasterskiego dolnego kościoła.
W 1991 roku, na przylegającym do nowego kościoła wzgórzu, parafianie zbudowali stalową dzwonnicę na trzy dzwony.
W 1997 roku biskup Władysław Bobowski konsekrował i oddał do duszpasterskiego użytku ukończony i w pełni wyposażony górny kościół parafialny.
W 2003 roku rozebrano stary, drewniany kościół. Jego wyposażenie parafia przekazała w darze parafii rzymsko-katolickiej w Stanisławowie na Ukrainie.
W 2009 roku, dzięki ofiarności wiernych, ks. Zygmunt Kabat przeprowadził generalny remont wszystkich budynków parafialnych i przygotował parafię na Jubileusz 100-lecia istnienia duszpasterstwa parafialnego w Ochotnicy Górnej. Głównym Uroczystościom Jubileuszowym 14 listopada 2010 roku przewodniczył biskup Władysław Bobowski.
Z okazji jubileuszu parafii nad wejściem do dolnego kościoła umieszczono obraz Matki Bożej Wniebowziętej; na starym placu kościelnym postawiono kapliczkę Matki Bożej Wniebowziętej; od strony północnej kościoła postawiono pomnik Jana Pawła II. Jubileuszowymi pamiątkami wewnątrz kościoła są: duży krzyż z wizerunkiem umierającego Zbawiciela, rzeźbiony przez parafianina, Kazimierza Sikorę, wiszący na ścianie nad głównym wejściem oraz ornat Maryjny, upamiętniający 100-lecie istnienia parafii w Ochotnicy Górnej.
7 maja 2011 r. zmarł tragicznie proboszcz parafii, ks. Zygmunt Kabat. W jego miejsce ks. Bp Ordynariusz zamianował proboszczem ks. dr Jana Mikulskiego. Uroczyste wprowadzenie nowego proboszcza w obowiązki parafialne nastąpiło 15 maja na mszy św. o godz. 9.00.
We wrześniu 2011 r. wykonano brukowane wejście na cmentarz parafialny oraz dwie aleje: do krzyża i do kaplicy cmentarnej. Zbudowano również budynek gospodarczy przy plebanii i dokończono granitowy chodnik wokół kościoła. Położono też chodnik granitowy do pomnika bł. Jana Pawła II. W listopadzie 2011 r. wykonano malowanie górnego i dolnego kościoła oraz wszystkich pomieszczeń, znajdujących się w jego obrębie.
W sierpniu 2012 r. ks. Bp Ordynariusz mianował ks. Andrzeja Gadzinę administratorem parafii Trzciana.
W jego miejsce wikariuszem parafii mianował ks. Pawła Kitę, który rozpoczął pracę duszpasterską w parafii 26 sierpnia 2012 r.
W 2012 r. wykonano remont kaplicy na os. Jamne, wybrukowano kostką dwie kolejne alejki na cmentarzu i dokończono budowę pomieszczenia gospodarczego na cmentarzu. Zbudowano również suszarnię na drzewo opałowe do kościoła.
W październiku 2012 r. Papież Benedykt XVI ogłosił Rok Wiary. Rok później, 20 października 2013 r. miała miejsce w parafii Peregrynacja Obrazu Jezusa Miłosiernego. Uroczystości powitania Obrazu przewodniczył biskup Wiesław Lechowicz. Całe nabożeństwo było transmitowane przez Diecezjalne Radio RDN Małopolska. Kopia Obrazu Jezusa Miłosiernego z Sanktuarium w Łagiewnikach oraz relikwie św. Faustyny Kowalskiej i bł. Jana Pawła II przebywały w naszym kościele jeden dzień, gromadząc w nim przez całą dobę zarówno parafian, jak i przybyłych gości.
W październiku został zainstalowany w górnym kościele ekran do wyświetlania tekstów pieśni, jak również filmów i różnych prezentacji komputerowych, natomiast w listopadzie została wykonana w dolnej części kościoła kaplica wraz z chłodnią, służąca dla celów pogrzebowych. Poświęcenie tej kaplicy miało miejsce 7 grudnia 2013 r.
W maju 2014 roku wykonano szlifowanie posadzki w górnym kościele oraz założono w kolejnym segmencie dachowym witraże, wykonane według projektu Macieja Kauczyńskiego z Krakowa. Witraże przedstawiają świętych i błogosławionych Diecezji Tarnowskiej.
Źródło:

## Proboszczowie parafii
Źródło:
| Proboszcz                                                    | Lata urzędowania |
| ------------------------------------------------------------ | ---------------- |
| ks. Jan Słowik wikariusz eksponowany                         | 1908−1913        |
| ks. Marcin Rojek wikariusz eksponowany                       | 1913−1919        |
| ks. Antoni Kolarz wikariusz eksponowany, następnie proboszcz | 1919−1932        |
| ks. Ludwik Białek                                            | 1932             |
| ks. Edward Wojtusiak                                         | 1932−1936        |
| ks. Józef Śledź                                              | 1936−1952        |
| ks. Bronisław Grębski                                        | 1952−1972        |
| ks. Leopold Misterka                                         | 1972−2003        |
| ks. Zygmunt Kabat                                            | 2003−2011        |
| ks. Jan Mikulski                                             | 2011−2015        |
| ks. Stanisław Kowalik                                        | 2015–            |